# Ilex ovalifolia
Ilex ovalifolia är en järneksväxtart som beskrevs av G. F. W. Mey. Ilex ovalifolia ingår i släktet järnekar, och familjen järneksväxter. Inga underarter finns listade i Catalogue of Life.